# 三尖杉
三尖杉（学名：Cephalotaxus fortunei）是三尖杉科三尖杉属的植物，是中国的特有植物。
种名 fortunei 以英国植物学家Robert fortune（1813-1880）的名字命名。

## 形态
常绿乔木，小枝对生，基部有宿存的芽鳞。披针状条形的叶片排成两列，常微弯。上面中脉隆起，下面中脉两侧有白色气孔带。雌雄异株，小孢子叶球聚生成头状，出于叶腋，大孢子球有长柄，生于小枝基部苞腋。椭圆状卵形种子，为肉质紫红色假种皮所包。

## 分布
分布于陕西、甘肃、河南、湖北、湖南、安徽、江西、浙江、四川、贵州、云南、广东、广西、福建等地，生长于海拔200米至3,000米的地区，常生于溪边、路边阴湿地、路边林缘、林中、林缘、山谷湿地林中、山谷林缘、山谷边、山坡、山坡林中及针阔混交林中，目前尚未由人工引种栽培。

## 别名
藏杉（四川天全），桃松（成都），狗尾松（湖北兴山），三尖松（湖北宜昌），山榧树（浙江），头形杉（中国裸子植物志）

## 种下等级

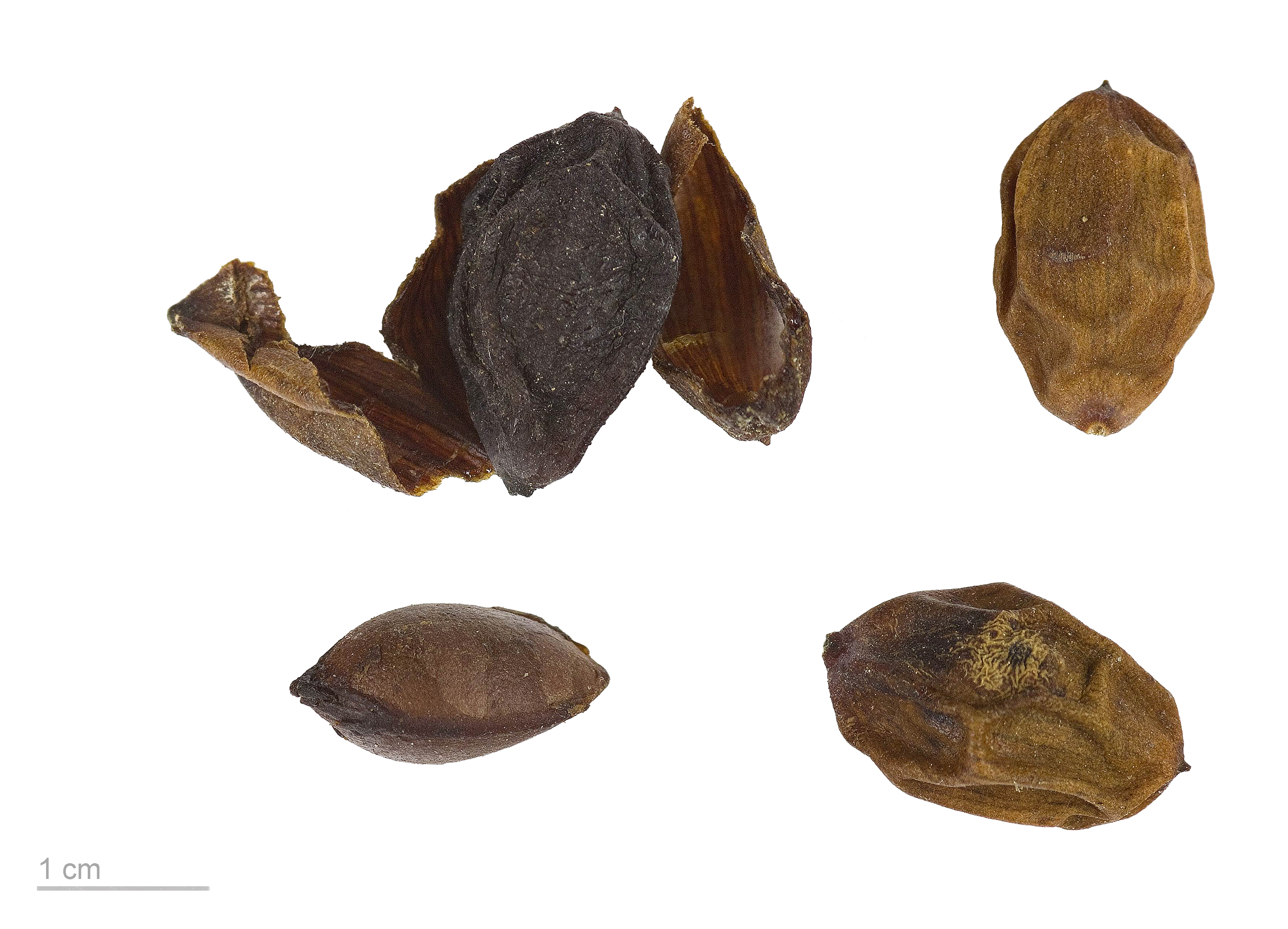
Cephalotaxus fortunei

- Cephalotaxus fortunei Hook. f. var. concolor Franch.